# Логика первого порядка
Логика первого порядка — формальное исчисление, допускающее высказывания относительно переменных, фиксированных функций и предикатов. Расширяет логику высказываний.
Помимо логики первого порядка существуют также логики высших порядков, в которых кванторы могут применяться не только к переменным, но и к предикатам. Термины логика предикатов и исчисление предикатов могут означать как логику первого порядка, так и логики первого и высшего порядка вместе; в первом случае иногда говорится о чистой логике предикатов или чистом исчислении предикатов.

## Основные определения
Язык логики первого порядка строится на основе сигнатуры, состоящей из множества функциональных символов {\displaystyle {\mathcal {F}}} и множества предикатных символов {\displaystyle {\mathcal {P}}}. С каждым функциональным и предикатным символом связана арность, то есть число возможных аргументов. Допускаются как функциональные, так и предикатные символы арности 0. Первые иногда выделяют в отдельное множество констант. Кроме того, используются следующие дополнительные символы:
- символы переменных (обычно {\displaystyle x}, {\displaystyle y}, {\displaystyle z}, {\displaystyle x_{1}}, {\displaystyle y_{1}}, {\displaystyle z_{1}}, {\displaystyle x_{2}}, {\displaystyle y_{2}}, {\displaystyle z_{2}} и т. д.);
- логические операции:

| Символ                                         | Значение                    |
| ---------------------------------------------- | --------------------------- |
| {\displaystyle \neg }                          | Отрицание («не»)            |
| {\displaystyle \land }, {\displaystyle \&}     | Конъюнкция («и»)            |
| {\displaystyle \lor }                          | Дизъюнкция («или»)          |
| {\displaystyle \to }, {\displaystyle \supset } | Импликация («если …, то …») |

- кванторы:

| Символ                   | Значение              |
| ------------------------ | --------------------- |
| {\displaystyle \forall } | Квантор всеобщности   |
| {\displaystyle \exists } | Квантор существования |

- служебные символы: скобки и запятая.

Перечисленные символы вместе с символами из {\displaystyle {\mathcal {P}}} и {\displaystyle {\mathcal {F}}} образуют алфавит логики первого порядка. Более сложные конструкции определяются индуктивно.
- Терм есть символ переменной, либо имеет вид {\displaystyle f(t_{1},\ldots ,t_{n})}, где {\displaystyle f} — функциональный символ арности {\displaystyle n}, а {\displaystyle t_{1},\ldots ,t_{n}} — термы.
- Атом (атомарная формула) имеет вид {\displaystyle p(t_{1},\ldots ,t_{n})}, где {\displaystyle p} — предикатный символ арности {\displaystyle n}, а {\displaystyle t_{1},\ldots ,t_{n}} — термы.
  - Например, {\displaystyle (x+1)\times (x+1)\geqslant 0} это атомарная формула, истинная для любого действительного числа {\displaystyle x}. Формула состоит из 2-арного предиката {\displaystyle \geqslant }, аргументами которого являются термы {\displaystyle (x+1)\times (x+1)} и 0. При этом терм {\displaystyle (x+1)\times (x+1)} состоит из константы 1 (которую можно считать 0-арной функцией), переменной {\displaystyle x} и символов бинарных (2-арных) функций + и ×.
- Формула — это либо атом, либо одна из следующих конструкций: {\displaystyle \neg F}, {\displaystyle F_{1}\lor F_{2}}, {\displaystyle F_{1}\land F_{2}}, {\displaystyle F_{1}\to F_{2}}, {\displaystyle \forall xF}, {\displaystyle \exists xF}, где {\displaystyle F,F_{1},F_{2}} — формулы, а {\displaystyle x} — переменная.

Переменная {\displaystyle x} называется связанной в формуле {\displaystyle F}, если {\displaystyle F} имеет вид {\displaystyle \forall xG} либо {\displaystyle \exists xG}, или же представима в одной из форм {\displaystyle \neg H}, {\displaystyle F_{1}\lor F_{2}}, {\displaystyle F_{1}\land F_{2}}, {\displaystyle F_{1}\to F_{2}}, причём {\displaystyle x} уже связана в {\displaystyle H}, {\displaystyle F_{1}} и {\displaystyle F_{2}}. Если {\displaystyle x} не связана в {\displaystyle F}, её называют свободной в {\displaystyle F}. Формулу без свободных переменных называют замкнутой формулой, или предложением. Теорией первого порядка называют любое множество предложений.

## Аксиоматика и доказательство формул
Система логических аксиом логики первого порядка состоит из аксиом исчисления высказываний дополненной двумя новыми аксиомами:
- {\displaystyle \forall xA\to A[t/x]},
- {\displaystyle A[t/x]\to \exists xA},

где {\displaystyle A[t/x]} — формула, полученная в результате подстановки терма {\displaystyle t} вместо каждой свободной переменной {\displaystyle x}, встречающейся в формуле {\displaystyle A}.
В логике первого порядка используется два правила вывода:
- Modus ponens (это правило используется также и в логике высказываний):
{\displaystyle {\frac {A,A\to B}{B}}}
- Правило обобщения[англ.]:
{\displaystyle {\frac {A}{\forall xA}}}

## Интерпретация
В классическом случае интерпретация формул логики первого порядка задаётся на модели первого порядка, которая определяется следующими данными:
- Несущее множество {\displaystyle {\mathcal {D}}},
- Семантическая функция {\displaystyle \sigma }, отображающая
  - каждый {\displaystyle n}-арный функциональный символ {\displaystyle f} из {\displaystyle {\mathcal {F}}} в {\displaystyle n}-арную функцию {\displaystyle \sigma (f)\colon \,{\mathcal {D}}\times \ldots \times {\mathcal {D}}\rightarrow {\mathcal {D}}},
  - каждый {\displaystyle n}-арный предикатный символ {\displaystyle p} из {\displaystyle {\mathcal {P}}} в {\displaystyle n}-арное отношение {\displaystyle \sigma (p)\subseteq {\mathcal {D}}\times \ldots \times {\mathcal {D}}}.

Обычно принято отождествлять несущее множество {\displaystyle {\mathcal {D}}} и саму модель, подразумевая неявно семантическую функцию, если это не ведёт к неоднозначности.
Предположим, {\displaystyle s} — функция, отображающая каждую переменную в некоторый элемент из {\displaystyle {\mathcal {D}}}, которую мы будем называть подстановкой. Интерпретация {\displaystyle [\![t]\!]_{s}} терма {\displaystyle t} на {\displaystyle {\mathcal {D}}} относительно подстановки {\displaystyle s} задаётся индуктивно:
1. {\displaystyle [\![x]\!]_{s}=s(x)}, если {\displaystyle x} — переменная,
2. {\displaystyle [\![f(x_{1},\ldots ,x_{n})]\!]_{s}=\sigma (f)([\!\![\,x_{1}]\!]_{s},\ldots ,[\![x_{n}]\!]_{s})}

В таком же духе определяется отношение истинности {\displaystyle \models _{s}} формул на {\displaystyle {\mathcal {D}}} относительно {\displaystyle s}:
- {\displaystyle {\mathcal {D}}\models _{s}p(t_{1},\ldots ,t_{n})}, тогда и только тогда, когда {\displaystyle \sigma (p)([\!\![\,t_{1}]\!]_{s},\ldots ,[\![t_{n}]\!]_{s})},
- {\displaystyle {\mathcal {D}}\models _{s}\neg \phi }, тогда и только тогда, когда {\displaystyle {\mathcal {D}}\models _{s}\phi } — ложно,
- {\displaystyle {\mathcal {D}}\models _{s}\phi \land \psi }, тогда и только тогда, когда {\displaystyle {\mathcal {D}}\models _{s}\phi } и {\displaystyle {\mathcal {D}}\models _{s}\psi } истинны,
- {\displaystyle {\mathcal {D}}\models _{s}\phi \lor \psi }, тогда и только тогда, когда {\displaystyle {\mathcal {D}}\models _{s}\phi } или {\displaystyle {\mathcal {D}}\models _{s}\psi } истинно,
- {\displaystyle {\mathcal {D}}\models _{s}\phi \to \psi }, тогда и только тогда, когда {\displaystyle {\mathcal {D}}\models _{s}\phi } влечёт {\displaystyle {\mathcal {D}}\models _{s}\psi },
- {\displaystyle {\mathcal {D}}\models _{s}\exists x\,\phi }, тогда и только тогда, когда {\displaystyle {\mathcal {D}}\models _{s'}\phi } для некоторой подстановки {\displaystyle s'}, которая отличается от {\displaystyle s} только значением на переменной {\displaystyle x},
- {\displaystyle {\mathcal {D}}\models _{s}\forall x\,\phi }, тогда и только тогда, когда {\displaystyle {\mathcal {D}}\models _{s'}\phi } для всех подстановок {\displaystyle s'}, которые отличается от {\displaystyle s} только значением на переменной {\displaystyle x}.

Формула {\displaystyle \phi } истинна на {\displaystyle {\mathcal {D}}} (что обозначается как {\displaystyle {\mathcal {D}}\models \phi }), если {\displaystyle {\mathcal {D}}\models _{s}\phi } для всех подстановок {\displaystyle s}. Формула {\displaystyle \phi } называется общезначимой (что обозначается как {\displaystyle \models \phi }), если {\displaystyle {\mathcal {D}}\models \phi } для всех моделей {\displaystyle {\mathcal {D}}}. Формула {\displaystyle \phi } называется выполнимой, если {\displaystyle {\mathcal {D}}\models \phi } хотя бы для одной {\displaystyle {\mathcal {D}}}.

## Свойства и основные результаты
Логика первого порядка обладает рядом полезных свойств, которые делают её очень привлекательной в качестве основного инструмента формализации математики. Главными из них являются:
- полнота (это означает, что любая общезначимая формула выводима);
- непротиворечивость (ни одна формула не может быть выведена одновременно со своим отрицанием).

При этом если непротиворечивость более или менее очевидна, то полнота — нетривиальный результат, полученный Гёделем в 1930 году (теорема Гёделя о полноте). По сути теорема Гёделя устанавливает фундаментальную эквивалентность понятий доказуемости и общезначимости.
Логика первого порядка обладает свойством компактности, доказанным Мальцевым: если некоторое множество формул не выполнимо, то невыполнимо также некоторое его конечное подмножество.
Согласно теореме Лёвенгейма — Скулема если множество формул имеет модель, то оно также имеет модель не более чем счётной мощности. С этой теоремой связан парадокс Скулема, который, однако, является лишь мнимым парадоксом.

## Логика первого порядка с равенством
Во многих теориях первого порядка участвует символ равенства. Его часто относят к символам логики и дополняют её соответствующими аксиомами, определяющими его. Такая логика называется логикой первого порядка с равенством, а соответствующие теории — теориями первого порядка с равенством. Символ равенства вводится как двуместный предикатный символ {\displaystyle =}. Вводимые для него дополнительные аксиомы следующие:
- {\displaystyle \forall x(x=x)}
- {\displaystyle \forall x\forall y(x=y\to (F(x)\to F(y)))}

## Использование

### Логика первого порядка как формальная модель рассуждений
Являясь формализованным аналогом обычной логики, логика первого порядка даёт возможность строго рассуждать об истинности и ложности утверждений и об их взаимосвязи, в частности, о логическом следовании одного утверждения из другого, или, например, об их эквивалентности. Рассмотрим классический пример формализации утверждений естественного языка в логике первого порядка.
Возьмём рассуждение «Каждый человек смертен. Сократ — человек. Следовательно, Сократ смертен».
Обозначим «x есть человек» через ЧЕЛОВЕК(x) и «x смертен» через СМЕРТЕН(x). Тогда утверждение «каждый человек смертен» может быть представлено формулой:
{\displaystyle \forall }x(ЧЕЛОВЕК(x) → СМЕРТЕН(x))
утверждение «Сократ — человек» формулой
ЧЕЛОВЕК(Сократ),
и «Сократ смертен» формулой
СМЕРТЕН(Сократ).
Утверждение в целом теперь может быть записано формулой